# Kaiu Shirai
白井カイウ
Œuvres principales
- The Promised Neverland

Kaiu Shirai (白井カイウ, Shirai Kaiu) est un pseudonyme associé à un auteur et scénariste de manga japonais. Son identité officielle est inconnue, mais on sait qu'il est né dans la préfecture de Gifu au Japon. Il est notamment connu pour avoir écrit le manga The Promised Neverland avec Posuka Demizu.

## Biographie
Après avoir obtenu son diplôme universitaire, Kaiu Shirai travaille comme employé d'entreprise, mais démissionne dans le but de devenir un manga artiste professionnel et commence à soumettre des manuscrits à des magazines.
Le 21 juin 2015, Shirai a publié son premier travail professionnel, un one-shot intitulée The Location of Ashley-Gate, dans le Shōnen Jump+, magazine numérique de l'éditeur Shūeisha, avec des dessins de Kyousuke Maruyama. Encore une fois, dans le même magazine, il a publié son deuxième travail professionnel, un autre one-shot appelé Poppy's Wish, en collaboration avec l'artiste Posuka Demizu le 18 février 2016.
Après cela, Kaiu Shirai entame la prépublication de la série de mangas The Promised Neverland, basée sur des brouillons écrits alors qu'il était encore amateur, avec la dessinatrice Posuka Demizu au dessin. Le manga a commencé dans le 35e numéro de 2016 du magazine Weekly Shōnen Jump le 1er août 2016, publié par Shueisha, et s'est terminée dans le 28e numéro de 2020 du même magazine le 15 juin 2020,.
Avec l'artiste Posuka Demizu, Shirai a publié deux one-shots en 2020 et 2021. Le premier, Spirit Photographer Saburo Kono est publié dans le numéro combiné #36 - #37, 2020 du Weekly Shōnen Jump le 11 août 2020. Le second est intitulé DC3, publié dans le Jump numéro #35 de 2021, le 2 août 2021,. Le 3 septembre 2021, un recueil d'histoires courtes a été publié au Japon, qui comprenait des œuvres en collaboration avec Posuka Demizu. La version française est publiée par Kazé le 24 août 2022,.
Une exposition collaborative「MIROIRS – Le manga rencontre CHANEL」 de Posuka Demizu, Kaiu Shirai et Chanel s'est tenue au Chanel Nexus Hall Ginza, Chūō-ku, Tokyo du 28 avril au 4 juin 2021. Dans cette exposition, des scènes de « miroirs » côtoient des œuvres précieuses de Chanel. Le manga Miroirs, écrit et illustré par le duo, a été inspiré par Coco Chanel et a été éditée par l'éditeur Shueisha le 30 avril 2021. La version française est publiée par Kazé le 16 juin 2022.
En 2022, Kaiu Shirai a participé en tant que juge au 7e Stokin Pro Garyokin 2022 de Shōnen Jump+, un prix décerné pour découvrir de nouveau manga artistes talentueux. Le 6 janvier 2024, Kaiu Shirai et l'illustrateur Shiki Hamada ont lancé un one-shot, intitulée Kubigeshō, dans les sixième et septième numéros combinés du Weekly Shōnen Jump.

## Influences
Avant de devenir manga artiste professionnel, Kaiu Shirai était un acteur dans le théâtre traditionnel japonais, spécifiquement le Kabuki à un jeune âge, et il a été beaucoup influencé par cette expérience. Après avoir obtenu son diplôme universitaire, Shirai a trouvé un emploi dans une entreprise normale, mais a ensuite démissionné.  Visant à devenir un artiste de mangas professionnel, il a commencé à soumettre des manuscrits aux éditeurs et magazines.
Il cite les réalisateurs Akira Kurosawa, Kōki Mitani, Kentarō Kobayashi et Hayao Miyazaki; les mangas artistes Osamu Tezuka, Naoki Urasawa, Yoshihiro Togashi, Eiichiro Oda, et l'acteur de Kabuki Kanzaburo Nakamura XVIII en tant que personnalités qui l'ont influencé.

## Œuvres

### Mangas
- The Promised Neverland (約束のネバーランド, Yakusoku no Neverland?) (Weekly Shōnen Jump, 2016-2020, 20 tomes)[4],[5].
- Miroirs (2021, 1 tome)[10].

### One-shots
- The Location of Ashley-Gate (アシュリー＝ゲートの行方, Ashley Gate no Yukue?) (Shōnen Jump+, 2015)[2].
- Poppy's Wish (ポピィの願い, Poppy no Negai?) (Shōnen Jump+, 2016)[16].
- Spirit Photographer Saburo Kono (心霊写真師 鴻野三郎, Shinrei Shashinshi Kouno Saburou?) (Weekly Shōnen Jump, 2020)[16].
- Dreams Come True (spin-off de The Promised Neverland)[16].
- We Were Born (Weekly Shōnen Jump, 2021)[16].
- DC3 (Weekly Shōnen Jump, 2021)[16].
- Kubigeshō (Weekly Shōnen Jump, 2024)[13].

## Distinctions
- 2016 : Mandō Kobayashi Manga Grand Prix, New Serialization Award pour The Promised Neverland[17].
- 2017 : Mandō Kobayashi Manga Grand Prix, Grand prix pour The Promised Neverland[18].
- 2017 : Tsutaya Comic Awards, Next Break Division pour The Promised Neverland.[19]
- 2017 : Manga Shimbun Taishō, Grand Prix pour The Promised Neverland[20].
- 2018 : Manga News, Meilleur Manga Shōnen pour The Promised Neverland[21].
- 2018 : 21e Japan Media Arts Festival, Jury Sélection pour The Promised Neverland[22].
- 2018 : 12e ACBD, Jury Sélection pour The Promised Neverland[23].
- 2018 : Google Play Awards, User Voting Excellence Award pour The Promised Neverland[24].
- 2018 : Ridibooks Comic Award, Next Trending Manga Award pour The Promised Neverland[25],[26].
- 2018 : 63e Prix Shōgakukan, catégorie shōnen pour The Promised Neverland[27].
- 2018 : Kono Manga ga Sugoi!, gagnant dans la catégorie lecteurs masculin, pour The Promised Neverland[28].
- 2019 : Piccoma Awards, Luna catégorie pour The Promised Neverland[29].
- 2019: Japan Expo Awards, Daruma de la meilleure nouvelle série, pour The Promised Neverland[30].
- 2019 : Japan Expo Awards, Daruma du meilleur scénario de l'année, pour The Promised Neverland[30].
- 2019 : Prix Babelio, Meilleur Manga pour The Promised Neverland[31].
- 2019 : Ridibooks Comic Award, Grand Prix pour The Promised Neverland[32].
- 2019 : Mangawa Awards, Meilleur Shōnen Manga pour The Promised Neverland[33].
- 2019 : Prix Manga’titude, Meilleur Manga pour The Promised Neverland[34].
- 2019 : 25e Saló del Manga de Barcelona, Meilleur Shōnen Manga pour The Promised Neverland[35].
- 2020 : Anime Click Award, Meilleur nouveau manga et Meilleure nouvelle série pour The Promised Neverland[36],[37].
- 2020 : Les Mordus du Manga, Grand Prix pour The Promised Neverland[38].
- 2020 : Lucca Comics & Games, Amazon Comics Award pour The Promised Neverland[39].
- 2020 : 20e Prix Sense of Gender, Grand Prix pour The Promised Neverland[40].